# Ottawa, Ohio
Ottawa är administrativ huvudort i Putnam County i delstaten Ohio. Orten har fått sitt namn efter indianstammen Ottawa. Ottawa hade 4 460 invånare enligt 2010 års folkräkning.